# مؤسسة بارنز
مؤسسة بارنز هي مؤسسة تعليمية هدفها هو تعزيز تقدير الفن والبساتين. انتقلت المجموعة الفنية في عام 2012 إلى مبنى جديد في بنجامين فرانكلين باركواي في فيلادلفيا، بنسلفانيا. لا يزال مشتل مؤسسة بارنز في ميريون، حيث تم اقتراح صيانته بموجب اتفاقية انتساب تعليمية طويلة الأجل مع جامعة سانت جوزيف.
تأسَّس بارنز في عام 1922 على يد ألبرت سي بارنز، الذي جمع ثروته من خلال المشاركة في تطوير أرجيرول، وهو مركب فضي مطهر يستخدم لمكافحة السيلان والتهابات العين والأذن والأنف والحنجرة. باع شركته، شركة إيه سي بارنز، قبل أشهر قليلة من انهيار سوق الأسهم عام 1929. اليوم، تمتلك المؤسسة أكثر من 4000 قطعة، بما في ذلك أكثر من 900 لوحة، تقدر قيمتها بحوالي 25 مليار دولار. هذه هي في المقام الأول يعمل عن طريق الانطباعية، في مرحلة ما بعد الانطباعية، و الحداثة سادة، بل يشمل جمع أيضا العديد من اللوحات الأخرى من قبل كبار الفنانين الأوروبي والأمريكي، وكذلك الفن الأفريقي والآثار من الصين، ومصر، واليونان، والفن الأمريكيين.
في تسعينيات القرن الماضي، أدى تراجع الموارد المالية للمؤسسة إلى اتخاذ قادتها العديد من التحركات المثيرة للجدل، بما في ذلك إرسال الأعمال الفنية في جولة حول العالم واقتراح نقل المجموعة إلى فيلادلفيا. بعد العديد من الطعون القضائية، تم افتتاح مبنى بارنز الجديد في بنيامين فرانكلين باركواي في 19 مايو 2012. تم تعيين الرئيس الحالي والمدير التنفيذي للمؤسسة، توماس «توم» كولينز، في 7 يناير 2015.

## التاريخ

### ألبرت سي بارنز

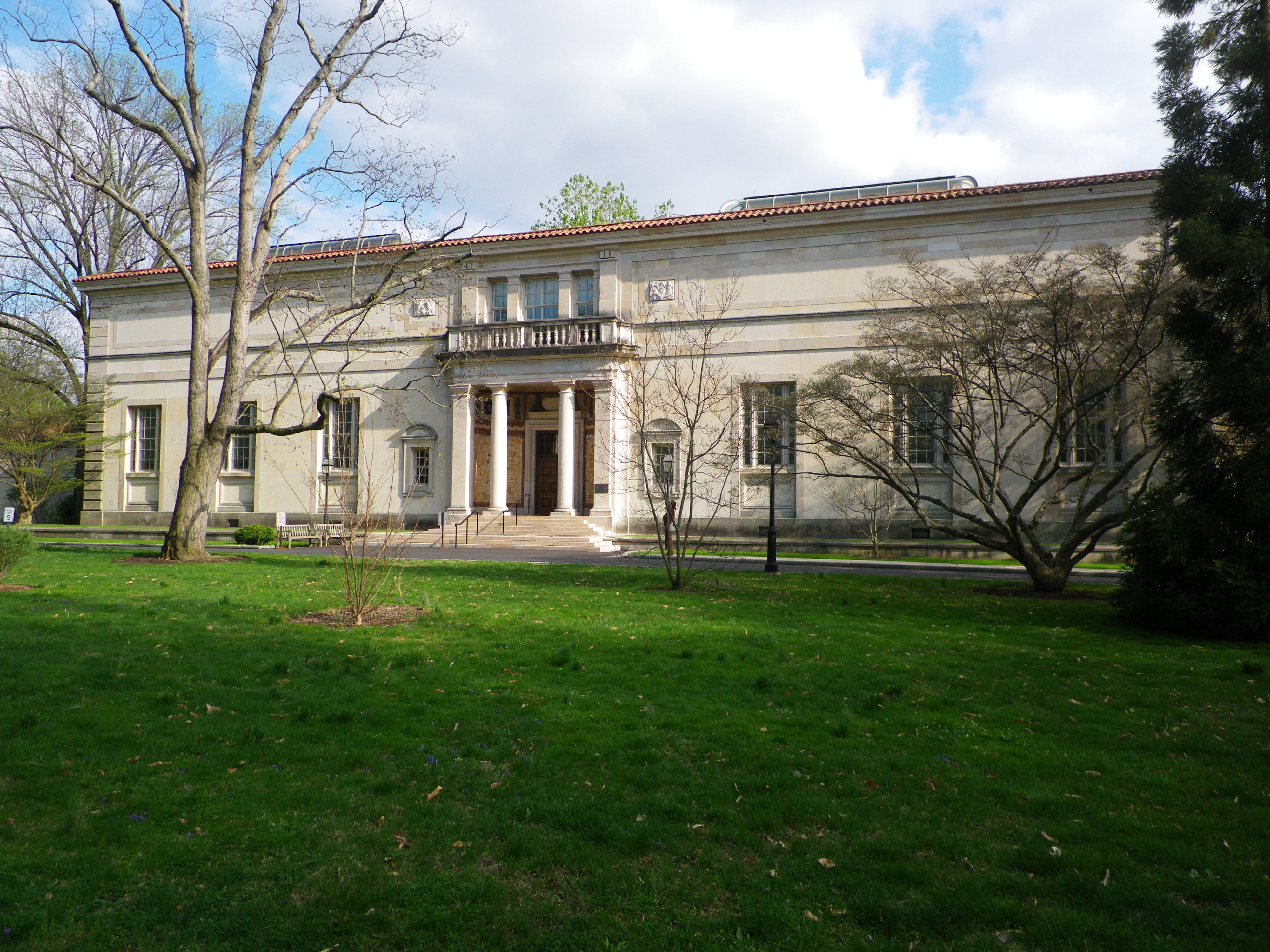
المبنى الأصلي في ميريون

بدأ ألبرت سي بارنز في جمع الأعمال الفنية منذ عام 1902، لكنه أصبح جامعًا جادًا في عام 1912. ساعده في البداية الرسام ويليام جلاكنز، وهو زميل قديم في المدرسة من المدرسة الثانوية المركزية في فيلادلفيا. في رحلة شراء فنية إلى باريس، فرنسا، زار بارنز منزل جيرترود وليو شتاين حيث اشترى أول لوحتين لهنري ماتيس. في عشرينيات القرن الماضي، تعرّف بارنز على أعمال فنانين معاصرين آخرين مثل بابلو بيكاسو وأميديو موديلياني وجورجيو دي شيريكو من خلال تاجر الفن في باريس بول غيوم.
في 4 ديسمبر 1922، تلقى بارنز ميثاقًا من كومنولث بنسلفانيا لتأسيس مؤسسة بارنز كمؤسسة تعليمية مكرسة لتعزيز تقدير الفنون الجميلة وزراعة الأشجار. اشترى عقارًا في ميريون من المحارب المخضرم في الحرب الأهلية الأمريكية وعالم البستنة الكابتن جوزيف لابسلي ويلسون، الذي أنشأ مشتلًا هناك في حوالي عام 1880. كلف المهندس المعماري بول فيليب كريت بتصميم مجمع من المباني، بما في ذلك معرض ومبنى إداري ومبنى خدمات. افتتحت مؤسسة بارنز رسميًا في 19 مارس 1925.
يتميز المبنى الرئيسي بالعديد من النقوش البارزة التكعيبية غير العادية التي طلبها بارنز من النحات جاك ليبتشيتز. تزين عناصر الفن الأفريقي الحديد المطاوع الخارجي وأعمال البلاط التي تم إنشاؤها بواسطة إنفيلد لأعمال الفخار والبلاط (بالإنجليزية: Enfield Pottery and Tile Works)‏ على الرواق الأمامي للمبنى. بنى بارنز منزله بجوار المعرض، والذي يعمل الآن كمبنى إداري للمؤسسة. طورت زوجته، لورا ليجيت بارنز، المشتل لمؤسسة بارنز وبرنامج تعليم البستنة في عام 1940.

#### برامج التربية الفنية
في عام 1908، نظم بارنز شركته، شركة إيه سي بارنز، كتعاونية، حيث خصص ساعتين من يوم العمل لندوات لعماله. قرأوا الفلاسفة ويليام جيمس وجورج سانتيانا وجون ديوي. أحضر بارنز أيضًا بعض مجموعته الفنية إلى المختبر لكي ينظر فيها العمال ويناقشونها. هذا النوع من الخبرة المباشرة مع الفن مستوحى من فلسفة التعليم لجون ديوي وزرع البذرة التي نمت في النهاية إلى إنشاء مؤسسة بارنز. التقى الاثنان في ندوة بجامعة كولومبيا في عام 1917 وأصبحا صديقين ومتعاونين على مدى أكثر من ثلاثة عقود.
تشكل مفهوم بارنز لمؤسسته كمدرسة بدلاً من متحف نموذجي من خلال تعاونه مع جون ديوي (1859-1952). مثل ديوي، اعتقد بارنز أن التعلم يجب أن يكون تجريبيًا. تضمَّنت الفصول التأسيسية تجربة الأعمال الفنية الأصلية، والمشاركة في المناقشة الصفية، والقراءة عن الفلسفة وتقاليد الفن، بالإضافة إلى النظر بموضوعية إلى استخدام الفنانين للضوء والخط واللون والمساحة. اعتقد بارنز أن الطلاب لن يتعلموا فقط الفن من هذه التجارب ولكنهم سيطورون أيضًا مهارات التفكير النقدي الخاصة بهم لتمكينهم من أن يصبحوا أعضاء أكثر إنتاجية في مجتمع ديمقراطي.
تم تدريس برامج التعليم المبكر في مؤسسة بارنز بالشراكة مع جامعة بنسلفانيا وجامعة كولومبيا. تم تدريس الدورات في بنسلفانيا لأول مرة من قبل لورنس بورماير (1889–1970)، الذي حصل على درجة الدكتوراه في الفلسفة من برينستون، ولاحقًا من قبل توماس مونرو (1897–1974)، وهو أستاذ فلسفة وأحد طلاب ديوي. خدم كل منهما كمدير مشارك للتعليم، بينما عمل ديوي في منصب فخري إلى حد كبير كمدير التعليم. ومن المتعاونين الآخرين فيوليت دي مازيا (1896–1988)، التي ولدت في باريس وتعلمت في بلجيكا وإنجلترا. تم تعيينه في الأصل لتدريس اللغة الفرنسية لموظفي المؤسسة في عام 1925، وأصبح دي مازيا شريكًا وثيقًا لبارنز، حيث قام بالتدريس والمشاركة في تأليف أربعة منشورات للمؤسسة. بعد وفاة بارنز، أصبحت وصية ومديرة التعليم لقسم الفنون، واستمرت في التعبير عن فلسفة بارنز في تدريسها. تم إنشاء مؤسسة فيوليت دي مازيا (بالإنجليزية: Violette de Mazia)‏ بعد وفاتها، وفي عام 2011 توصلت مؤسسة بارنز إلى اتفاق معهم للسماح لطالب مؤسسة دي مازيا بالوصول إلى مجموعة التعليم الفني بعد انتقالها إلى باركواي. لكن في عام 2015، أوقفت مؤسسة دي مازيا عملياتها واستوعبتها مؤسسة بارنز.
أنشأ بارنز شروطًا مفصلة للعملية في عقد ثقة يتم تكريمه إلى الأبد بعد وفاته. وشمل ذلك تقييد القبول العام ليومين في الأسبوع، بحيث يمكن للمدرسة استخدام المجموعة الفنية في المقام الأول لدراسة الطلاب، وحظر إعارة الأعمال في المجموعة، والنسخ الملونة لأعمالها، والتجول في المجموعة، وتقديم معارض متنقلة للآخرين. فن. يقال إن ماتيس قد أشاد بالمدرسة باعتبارها المكان العاقل الوحيد في أمريكا لمشاهدة الفن.

### عصر ما بعد بارنز
بعد عقد من الطعون القانونية، سُمح للجمهور بالوصول المنتظم إلى المجموعة في عام 1961. تم توسيع الوصول العام إلى يومين ونصف اليوم في الأسبوع، بحد أقصى 500 زائر في الأسبوع؛ كانت الحجوزات مطلوبة عن طريق الهاتف قبل أسبوعين على الأقل. هارولد جي ويغان، محرر في فيلادلفيا إنكوايرر، بموافقة المدعي العام في بنسلفانيا، ولكن ليس بالنيابة عنه، قد رفع دعوى سابقة للوصول إليها لكنه لم ينجح.

#### الأزمة المالية
في عام 1992، قال ريتشارد هـ.جلانتون، رئيس المؤسسة، إن المتحف يحتاج إلى إصلاحات واسعة النطاق لتحديث أنظمته الميكانيكية، وتوفير الصيانة والحفاظ على الأعمال الفنية، وتحسين الأمن. كانت شركة جاي سي كورنيل وابنه (بالإنجليزية: JS Cornell & Son)‏ القديمة في فيلادلفيا هي المقاول المفضل. من أجل جمع الأموال، قرر جلانتون كسر بعض شروط العقد. من عام 1993 إلى عام 1995، تم إرسال 83 لوحة من اللوحات الانطباعية وما بعد الانطباعية للمجموعة في جولة حول العالم، وجذبت حشودًا كبيرة في العديد من المدن، بما في ذلك واشنطن العاصمة؛ فورت وورث، تكساس؛ باريس؛ طوكيو؛ تورنتو. وفيلادلفيا في متحف فيلادلفيا للفنون.
لم تكن العائدات المحققة من جولة اللوحات كافية حتى الآن لضمان هباتها. بحلول خريف عام 1998، كان جلانتون وزميله عضو مجلس الإدارة نيارا سوداركاسا يقاضيان بعضهما البعض. بدأت جامعة لينكولن، التي سيطرت على أربعة من المقاعد الخمسة في مجلس الأمناء، وفقًا لمبادرة مؤسسة بارنز، تحقيقًا في الشؤون المالية للمؤسسة. يعتقد مجلس إدارة المؤسسة أن تحقيقًا مشابهًا له ما يبرره للأنشطة خلال فترة جلانتون كرئيس. في عام 1998، بدأ مجلس الإدارة تدقيقًا جنائيًا أجرته شركة ديلويت، والذي ظل سرا لمدة ثلاث سنوات، ثم أطلق سراحه في النهاية، وانتقد نفقات جلانتون وإدارتها. في عام 1998، تم تعيين كيمبرلي كامب كرئيس تنفيذي للمؤسسة وأول محترف فنون لإدارة بارنز. خلال فترة عملها التي دامت سبع سنوات، قلبت المؤسسة المتعثرة وقدمت الدعم اللازم للالتماس لنقل بارنز إلى فيلادلفيا.

#### الخطوة المقترَحة
في 24 سبتمبر 2002، أعلنت المؤسسة أنها ستقدم التماسًا إلى محكمة الأيتام في مقاطعة مونتغومري (التي تشرف على عملياتها) للسماح بنقل المجموعة الفنية إلى فيلادلفيا (التي عرضت موقعًا على بنجامين فرانكلين باركواي) وثلاثة أضعاف عدد الأمناء إلى 15. تشترط فكرة الثقة لدى المؤسسة أن يتم الاحتفاظ باللوحات الموجودة في المجموعة «في الأماكن التي توجد بها بالضبط».
جادلت المؤسسة بأنها بحاجة إلى توسيع مجلس الأمناء من خمسة (أربعة منهم يشغلها أشخاص معينون من قبل جامعة لينكولن) إلى 15 لزيادة جمع الأموال. للسبب نفسه، احتاجت إلى نقل المعرض من ميريون إلى موقع في سنتر سيتي، فيلادلفيا، مما يوفر وصولاً أكبر للجمهور. في المذكرة التي قدمتها إلى المحكمة، قالت المؤسسة إن المانحين كانوا مترددين في الالتزام بموارد مالية مستمرة لبارنز ما لم يكن المعرض متاحًا بشكل أكبر للجمهور.
في 15 كانون الأول (ديسمبر) 2004، بعد معركة قانونية استمرت عامين وشملت فحصًا للوضع المالي للمؤسسة، قرر القاضي ستانلي أوت أن المؤسسة يمكن أن تتحرك. وافقت ثلاث مؤسسات خيرية هي صناديق بيو الخيرية (بالإنجليزية: The Pew Charitable Trusts)‏ ومؤسسة لينفيست (بالإنجليزية: Lenfest Foundation)‏ ومؤسسة أننبرغ (بالإنجليزية: Annenberg Foundation)‏ على مساعدة بارنز في جمع 150 مليون دولار لبناء مبنى جديد وهبة شريطة الموافقة على الخطوة.
في 13 يونيو 2005، أعلنت رئيسة المؤسسة، كيمبرلي كامب، استقالتها، لتصبح سارية المفعول في موعد أقصاه 1 يناير 2006. تم تعيين المعسكر في عام 1998 بهدف تحقيق الاستقرار وإعادة الأساس لمهمته الأصلية. خلال فترة عملها، بدأت مشروع تقييم المجموعات، وهو أول جهد كامل النطاق لفهرسة الأعمال الفنية وتثبيتها؛ جلبت موظفين محترفين مثاليين؛ أنشأ برنامج جمع التبرعات؛ استعادة كير-فيل ومشتل بارنز؛ وعملت مع مجلس الإدارة للموافقة على السياسات والإجراءات لجعل المؤسسة قابلة للحياة. في عام 2002، بدأ الدكتور برنارد سي واتسون اقتراح نقل بارنز. تعهدت المؤسسة بإعادة إنتاج الترتيب الفني لبارنز للأعمال الفنية وغيرها من الأثاث داخل المعرض الجديد للحفاظ على التجربة كما كان ينوي.

#### التخطيط لهذه الخطوة
في أغسطس 2006، أعلنت مؤسسة بارنز أنها بدأت تحليل تخطيطي للمعرض الجديد. اختار المجلس ديريك جيلمان (سابقًا من أكاديمية بنسلفانيا للفنون الجميلة) كمدير ورئيس جديد. في يونيو 2011، أعلنت المؤسسة أنها تجاوزت هدف جمع الأموال البالغ 200 مليون دولار، منها 150 مليون دولار ستخصص لبناء مبنى فيلادلفيا والتكاليف المرتبطة به، و50 مليون دولار لمنحة المؤسسة.
شرعت المؤسسة في خطط لبناء منشأة جديدة في مجمع 2000 من بنجامين فرانكلين باركواي، بالقرب من متحف رودين ومتحف فيلادلفيا للفنون. كان تود ويليامز ويلي تسيان من نيويورك المهندسين المعماريين الرئيسيين لمشروع البناء. يتألف فريق البناء أيضًا من شركة بالينجر ومقرها فيلادلفيا كمهندس معماري مشارك؛ أولين كمهندس المناظر الطبيعية؛ وفيشر مارانتز ستون كمصممي إضاءة. عملت مجموعة إيجيس العقاريّة (بالإنجليزية: Aegis Property Group)‏ كمديرين خارجيين للمشروع، مع إل إف دريسكول كمديرين للإنشاءات. قام المدير التنفيذي للمشروع بيل ماكدويل بالإشراف على المشروع وتنسيقه للمؤسسة.
بدأ تشييد المبنى الجديد في خريف عام 2009 وافتتح المبنى في مايو 2012. تم تصميم المعارض الجديدة لتكرار المقياس والنسبة والتكوين للمعارض الأصلية في ميريون. أشادت المراجعات بالمنشأة الجديدة، مدعية أن الضوء الطبيعي الإضافي قد حسّن من تجربة المشاهدة. يحتوي الموقع الجديد على مساحة أكبر لبرنامج التعليم الفني وقسم الصيانة التابع للمؤسسة ومتجر بيع بالتجزئة ومقهى.

#### التحديات القانونية لهذه الخطوة
بعد قرار القاضي أوت في عام 2004، قدم أصدقاء مؤسسة بارنز ومقاطعة مونتغومري مذكرات موجزة في محكمة مقاطعة مونتغومري للأيتام لإعادة فتح الجلسات التي سمحت بهذا الانتقال. كانوا يأملون في إقناع أوت بإعادة فتح القضية بسبب الظروف المتغيرة في المقاطعة. في 15 مايو 2008، نشر أوت رأيًا يرفض طلب كل من أصدقاء مؤسسة بارنز ومفوضي مقاطعة مونتغومري لإعادة فتح القضية بسبب الافتقار إلى المكانة. أيد عضو الكونجرس جيم جيرلاخ بشدة إبقاء بارنز في ميريون.
في 20 مايو 2009، مثَلَ أصدقاء مؤسسة بارنز (بالإنجليزية: Friends of the Barnes Foundation)‏ أمام مفوضي هيئة ميناء نهر ديلاوير في كامدن، نيو جيرسي، لمطالبتهم بإعادة النظر في تفويضهم لعام 2003 بمنحة قدرها 500000 دولار نحو خطة نقل المؤسسة. لقد زعموا أنه لا توجد أدلة كافية على وجود فائدة اقتصادية كبيرة لفيلادلفيا، وأن دي آر بي آي لم يقم بإجراء التقييم الاقتصادي الضروري لتقييم الأثر في كلا الموقعين. قدموا دراسة من قبل الاقتصادي ماتيتياهو ماركوس طعنت في الفوائد المزعومة. قالت دي آر بي آي إنها ستنظر في طلب الأصدقاء لكنها لم تغير قرارها. تم تأريخ التاريخ في فيلم وثائقي بعنوان ذا كوليكتور.
في أواخر فبراير 2011، قدمت أصدقاء مؤسسة بارنز التماساً لإعادة فتح القضية. جلسة استماع جديدة، كان من المقرر عقدها في 18 مارس، تم تأجيلها حتى 3 أغسطس 2011. أمرت المحكمة المؤسسة ومكتب المدعي العام، الذي دافع لصالح الخطوة، بشرح سبب عدم إعادة فتح القضية. تقول جماعة أصدقاء مؤسسة بارنز المعارضة إن فن السرقة كشف أن أوت لم يكن لديه كل الأدلة في عام 2006، عندما وافق على نقل المجموعة الفنية. في 6 أكتوبر 2011، حكم القاضي أوت بأن أصدقاء مؤسسة بارنز ليس لهم مكانة قانونية وأنه لا توجد معلومات جديدة في الفيلم.

#### لاحقًا
بعد هذه الخطوة، احتفظت مؤسسة بارنز بملكيتها للمبنى في ميريون، واستخدامها كمساحة تخزين. في عام 2018، حصلت جامعة سانت جوزيف على عقد إيجار لمدة 30 عامًا للمبنى والمشتل المجاور بتكلفة 100 دولار سنويًا، مع تعهد جامعة سانت جوزيف بدفع تكاليف الصيانة والأمن للممتلكات. يسمح عقد الإيجار للجامعة بتعليق الأعمال الفنية الخاصة بها في مساحة المعرض.

## المجموعة الفنيّة

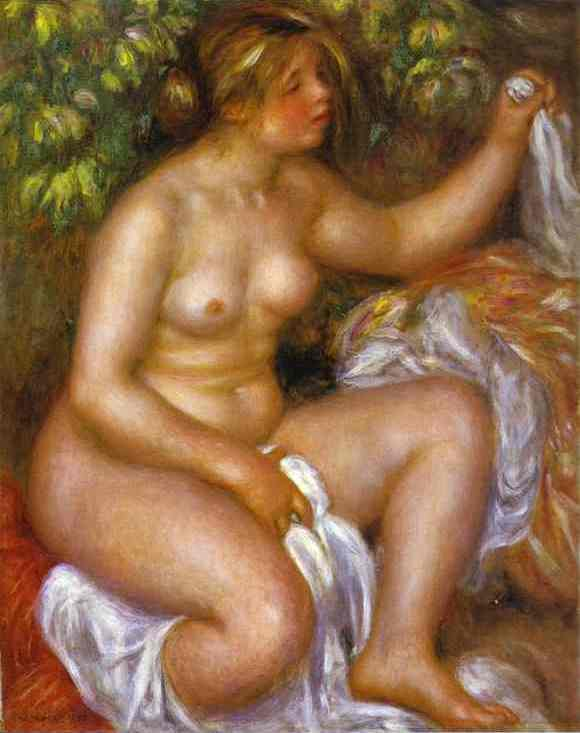
بيير أوغست رينوار، بعد الحمام، 1910

- 181 لوحة للفنان لبيير أوغست رينوار
- 69 لوحة للفنّان بول سيزان
- 59 لوحة للفنّان هنري ماتيس
- 46 لوحة للفنّان بابلو بيكاسو
- 21 لوحة للفنّان شايم سوتين
- 18 لوحة للفنّان هنري روسو
- 16 لوحة للفنّان أميديو موديلياني
- 11 لوحة للفنّان إدغار ديغا
- 11 لوحة للفنّان جورجيو دي شيريكو
- 7 لوحة للفنّان فنسنت فان جوخ
- 6 لوحة للفنّان جورج سورات

من بين الأساتذة الأوروبيين والأمريكيين الآخرين في المجموعة بيتر بول روبنز، تيتيان، بول غوغان، إل جريكو، فرانسيسكو جويا، إدوارد مانيه، جان هوغو، كلود مونيه، موريس أوتريلو، ويليام جلاكنز، تشارلز ديموث، روجر دي لا فريسناي، هوراس بيبين، جول باسين وموريس برندرغاست. كما أنها تحتوي على مجموعة متنوعة من الأعمال الفنية الأفريقية. الفن المصري واليوناني والروماني القديم؛ أعمال أمريكية أصلية وأثاث أمريكي وأوروبي وفنون زخرفية وأعمال معدنية. يضم المتحف أيضًا العديد من الأعمال المهمة للنحات التكعيبي جاك ليبتشيتز.
تعرض المجموعة أنواعًا مختلفة من الأعمال الفنية وفقًا لمنهجية بارنز في «مجموعات الجدران»، غالبًا جنبًا إلى جنب مع الحديد المطاوع يدويًا والأثاث العتيق والمجوهرات والمنحوتات، مما يسمح بمقارنة ودراسة الأعمال من فترات زمنية ومناطق جغرافية وأنماط مختلفة.
بعد أن التقى بارنز بماتيس في الولايات المتحدة، قام برسم ذا دانس، وهي عبارة عن لوحة ثلاثية الأبعاد مقاس 45 × 15 قدمًا تم وضعها فوق العمارة البالادية في مساحة المعرض الرئيسية.

### مقتنيات بارزة

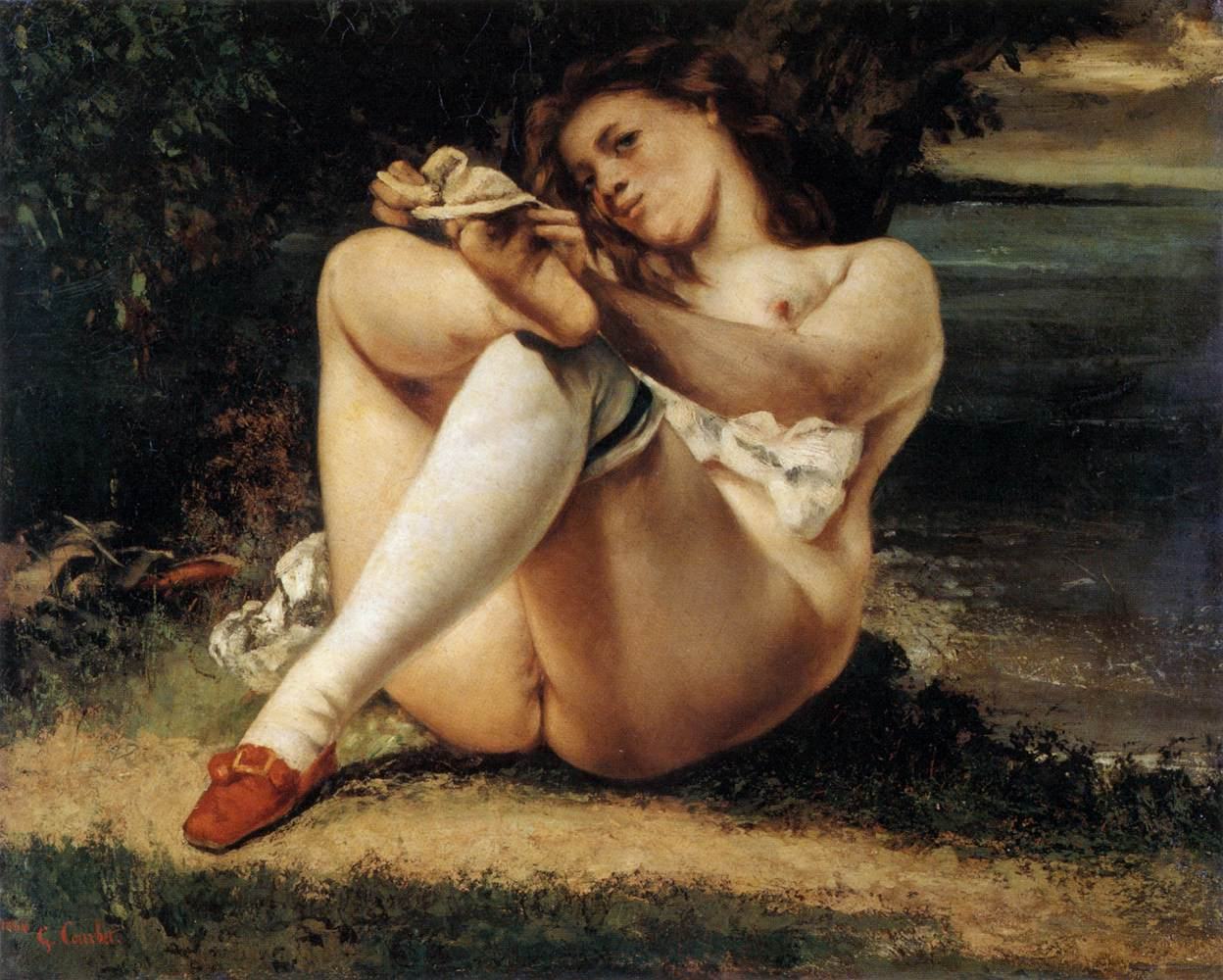
غوستاف كوربيه، ليس باس بلانك، (امرأة ذات جوارب بيضاء) (سي 1861)
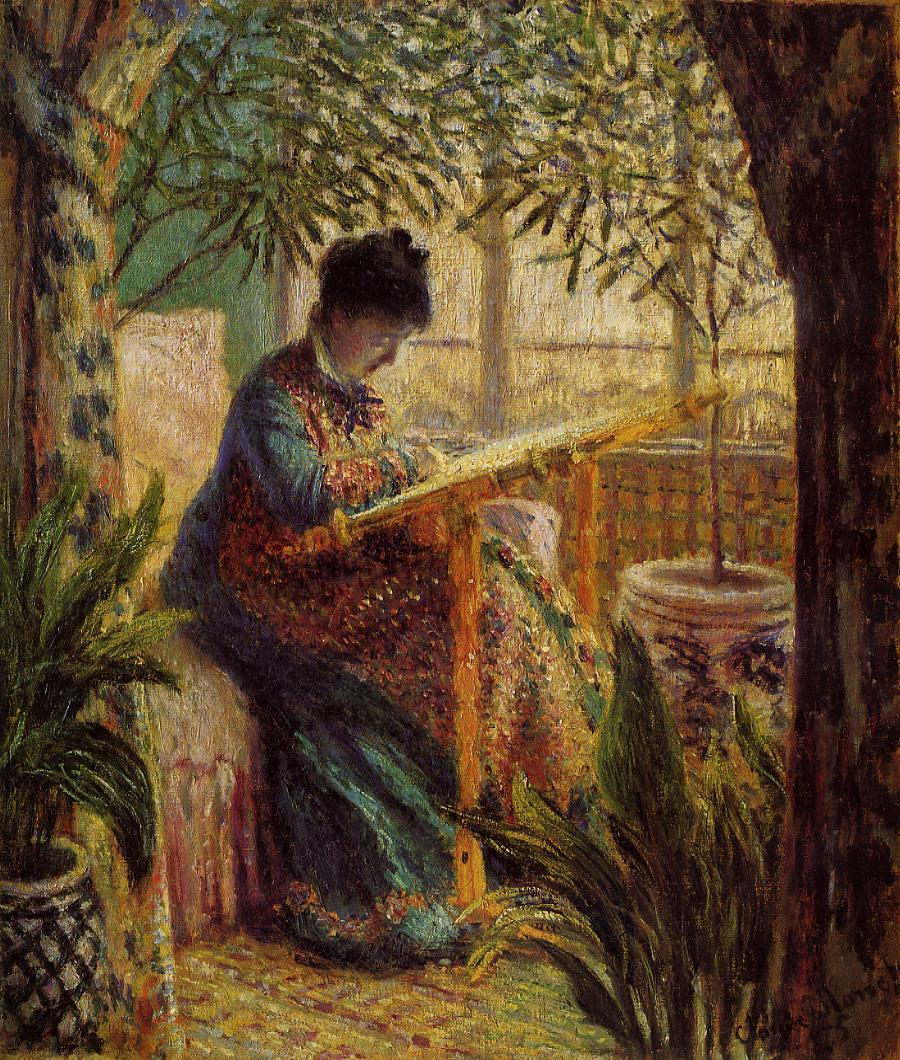
كلود مونيه، كاميل أو ميتييه (1875)
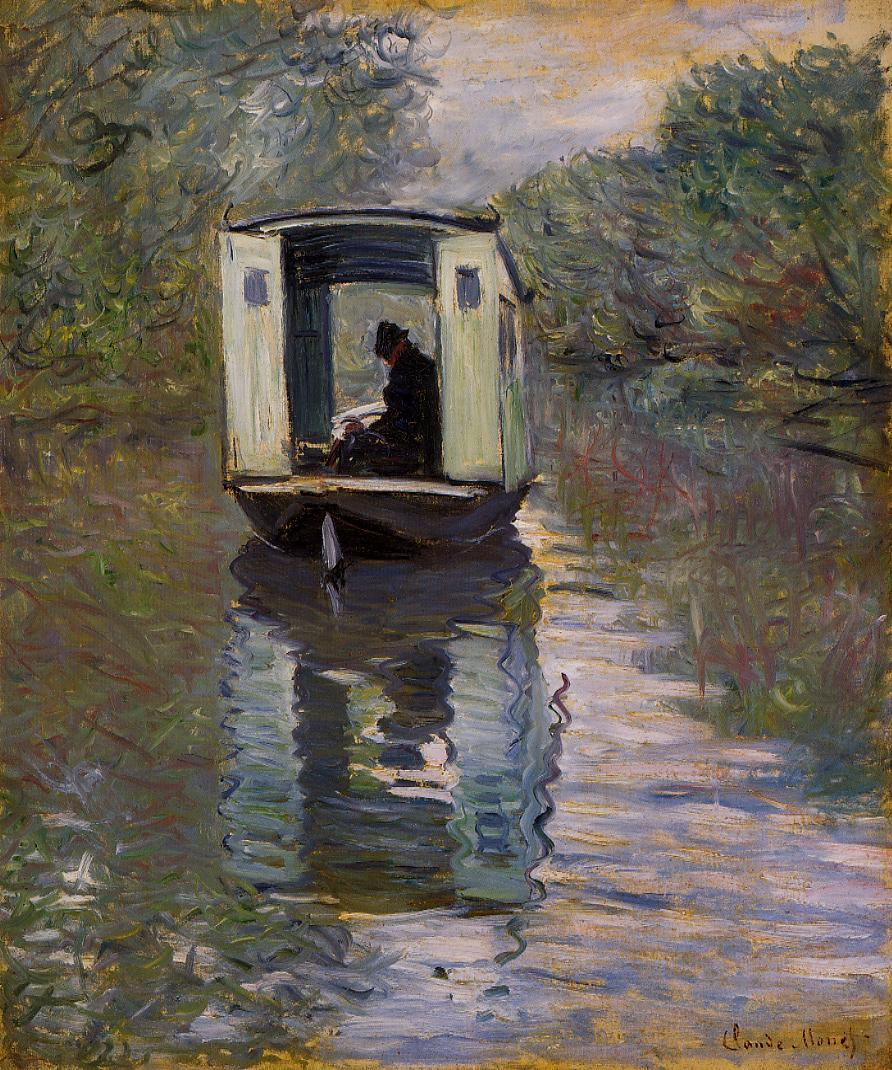
كلود مونيه، مشغل Le Bateau  [لغات أخرى]‏ (1876)
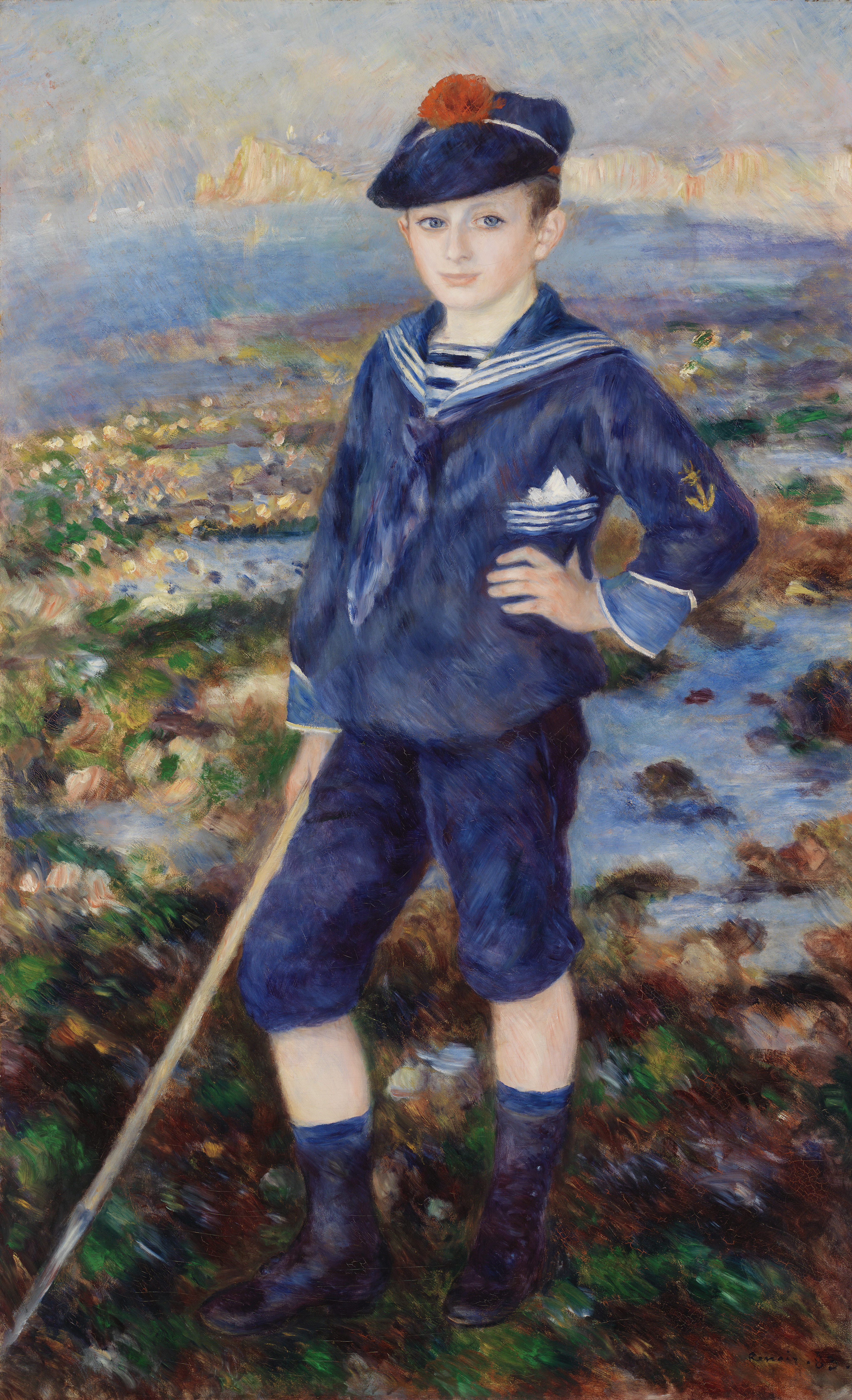
بيير أوغست رينوار، جون جارسون سور لا بلاج ديبورت (1883)
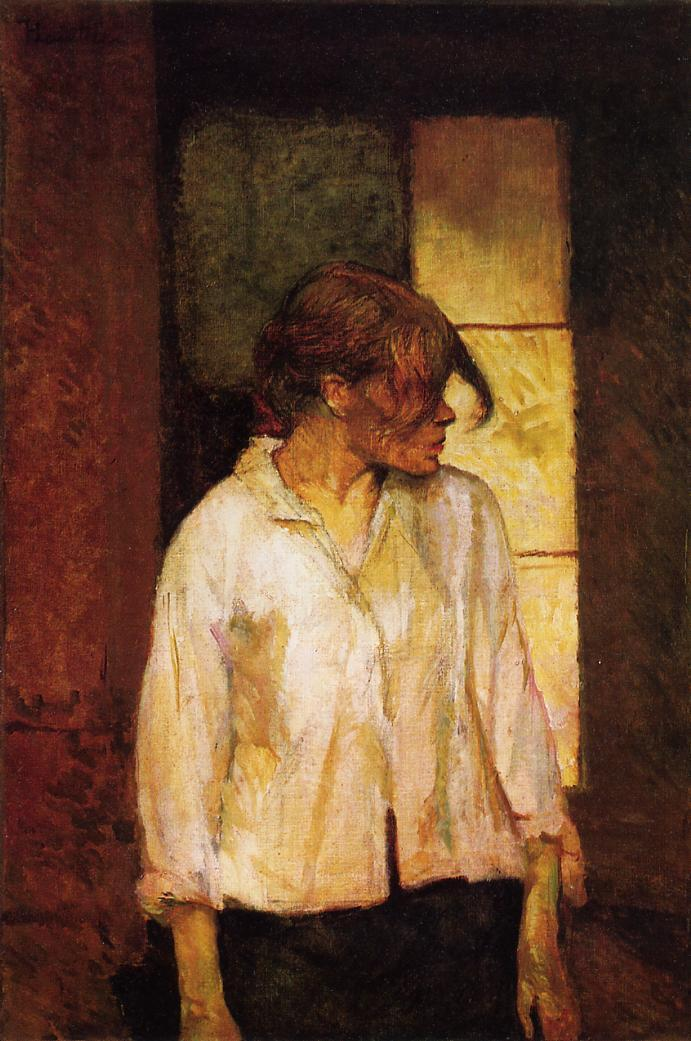
هنري دي تولوز لوتريك، إيه مونتروج - روزا لا روج (1886-1887)
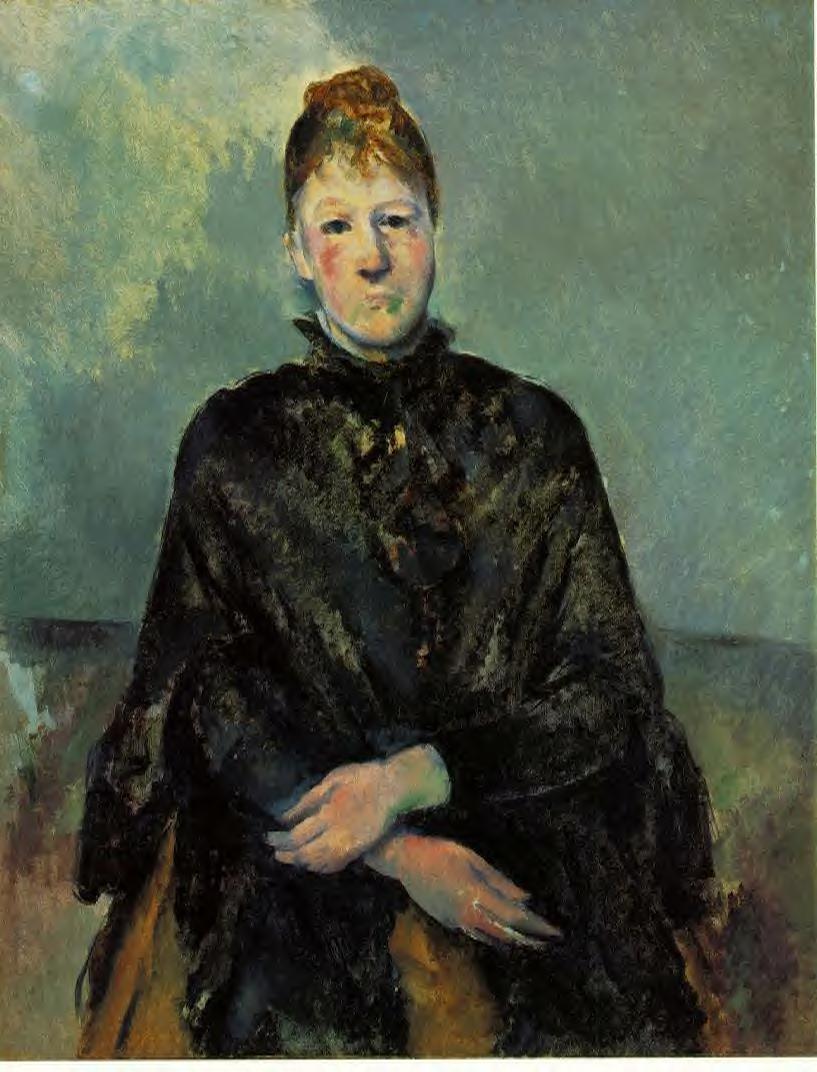
بول سيزان، صورة مدام سيزان (1885-1887)
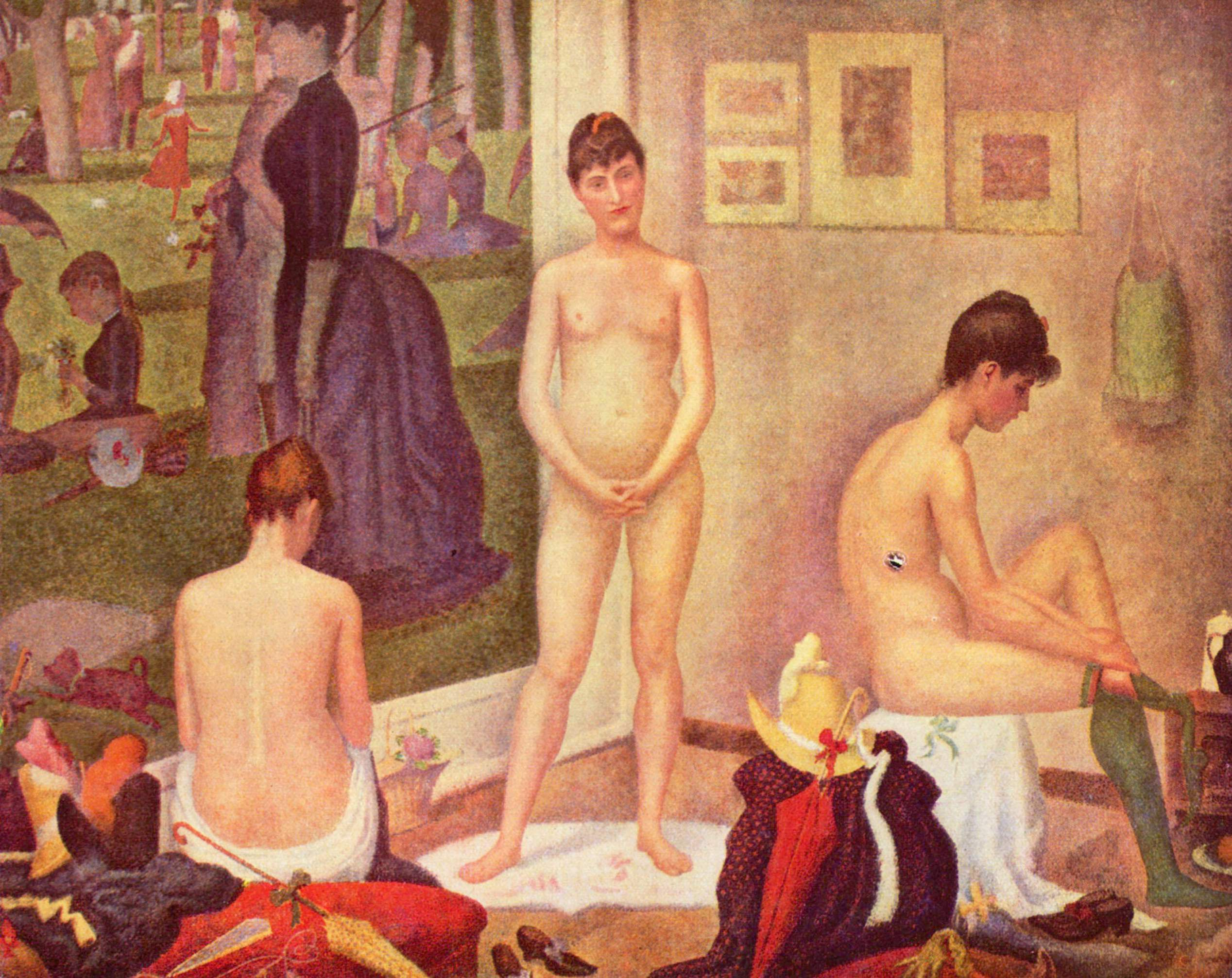
جورج سورات، نماذج (لي بوسوز) (1886-1888)
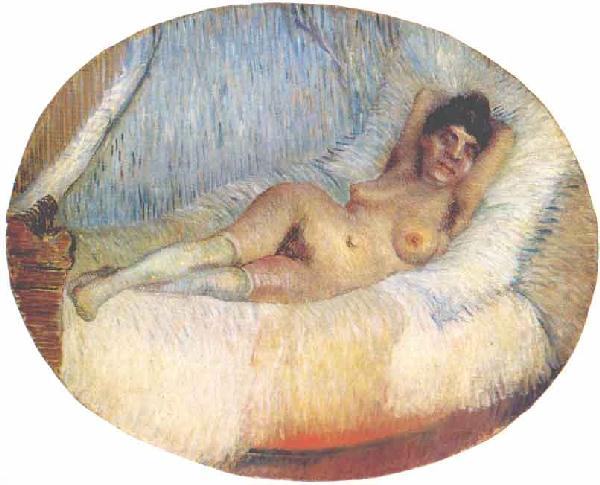
فنسنت فان جوخ، امرأة عارية على السرير (1887)
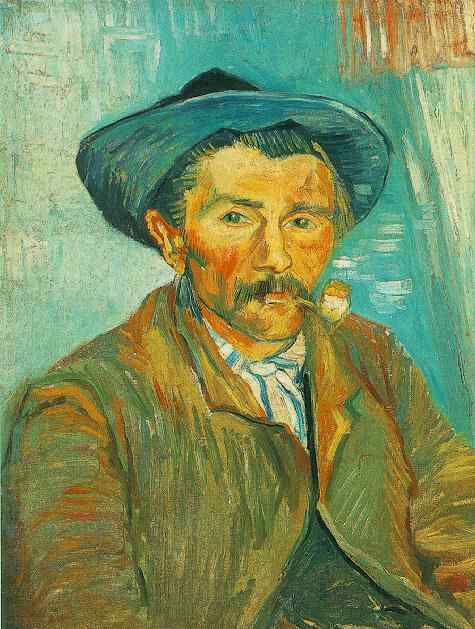
فنسنت فان جوخ، المدخن (1888)
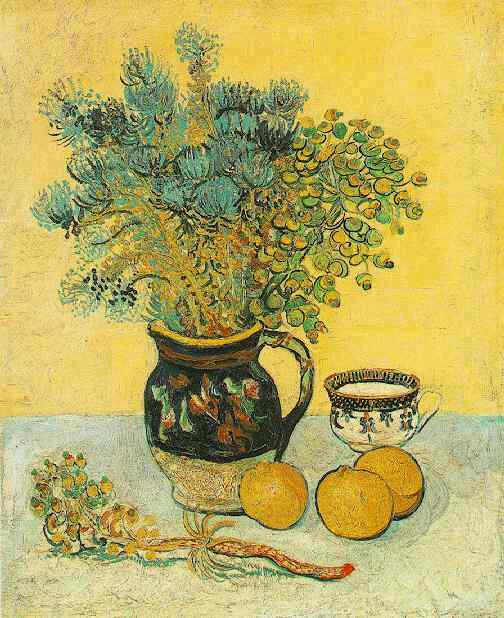
فنسنت فان جوخ، لا تزال الحياة (1888)
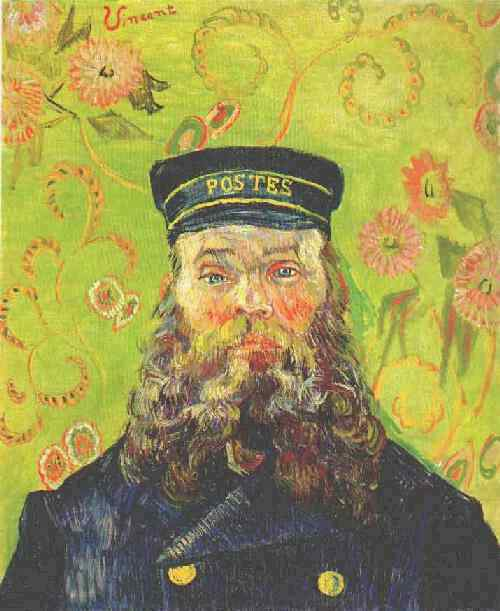
فنسنت فان جوخ، صورة لساعي البريد جوزيف رولين (1889)
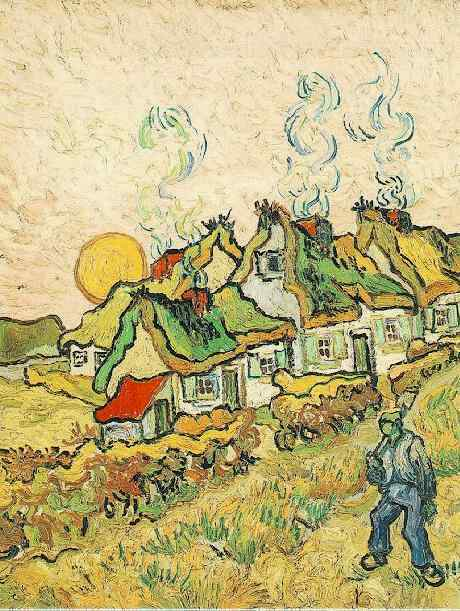
فنسنت فان جوخ، أكواخ من القش في ضوء الشمس (1890)
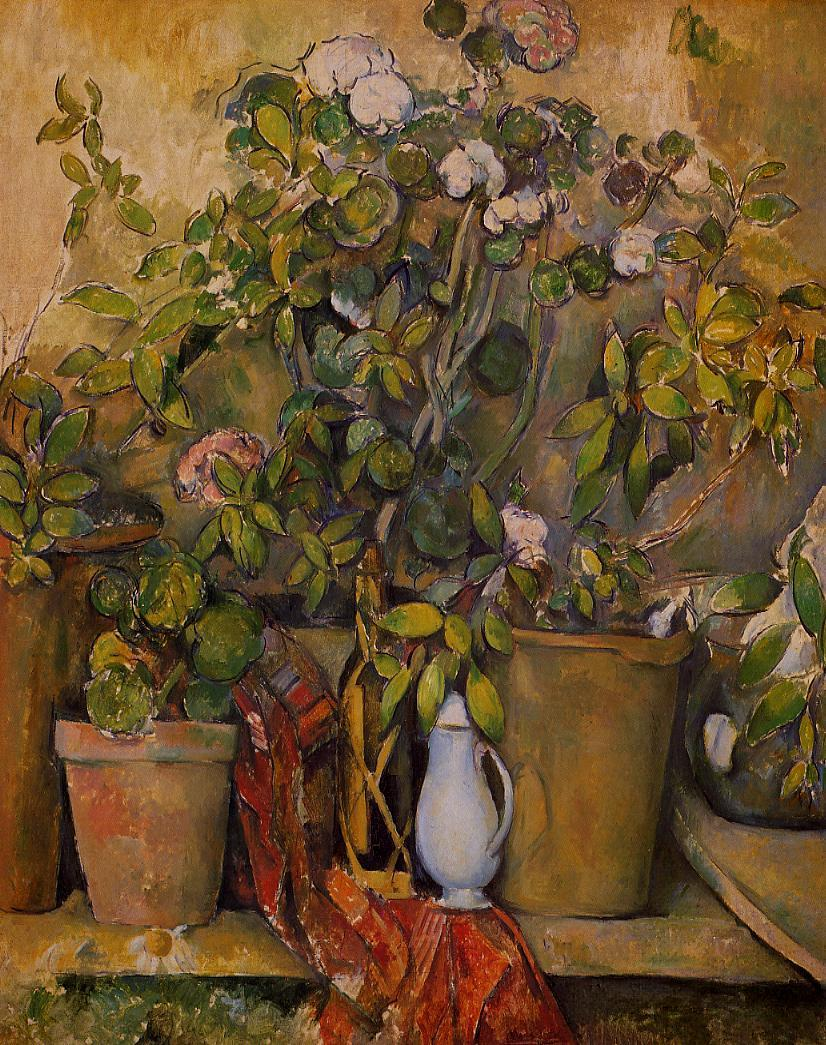
بول سيزان، Pots en terre cuite et fleurs (1891-1892)
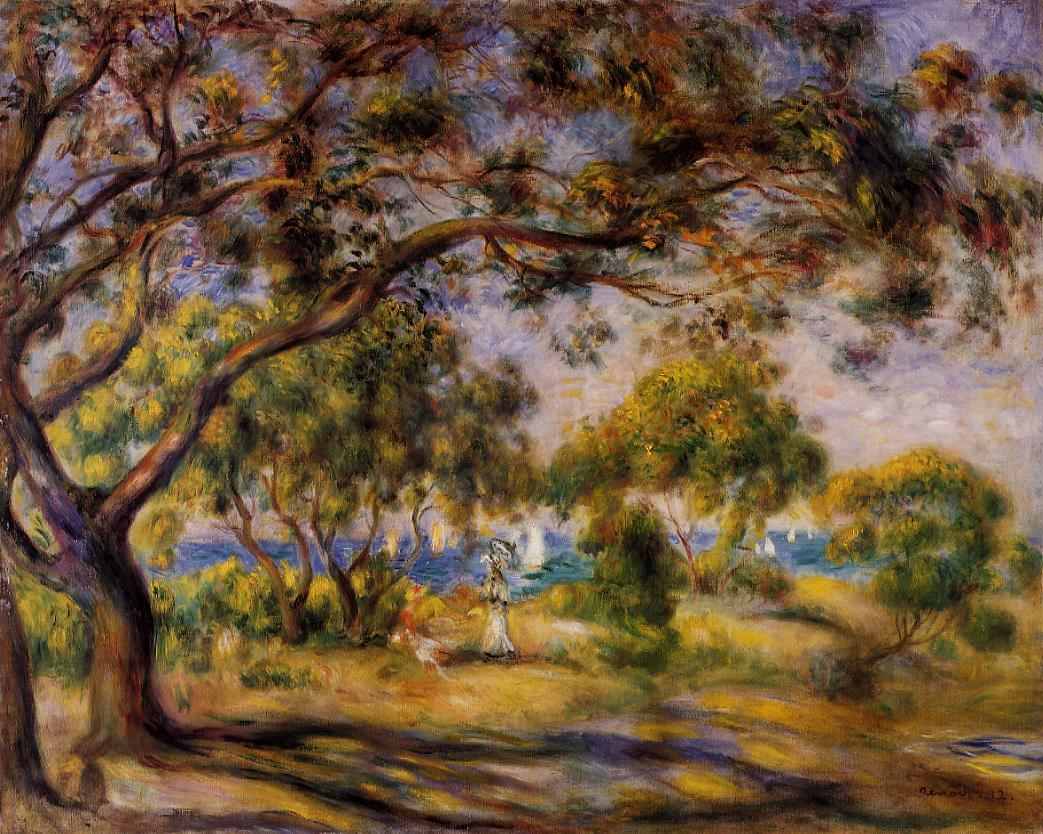
بيير أوغست رينوار، نويرموتييه (1892)
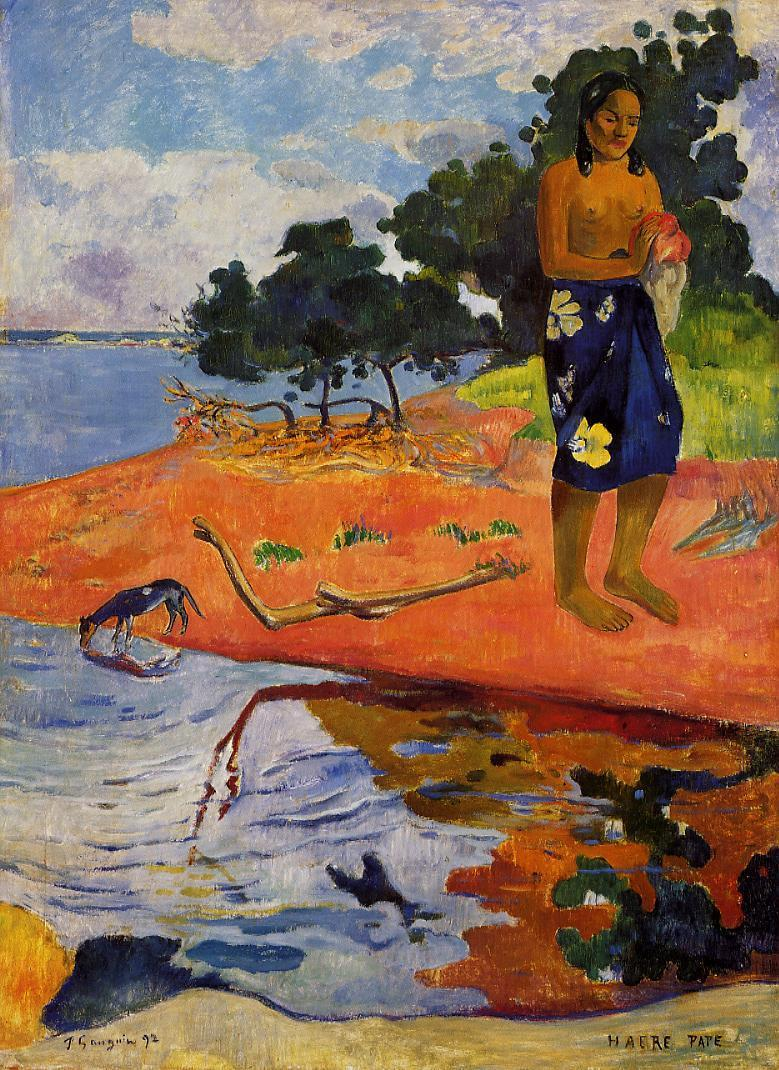
بول غوغان، هيري بابي (1892)
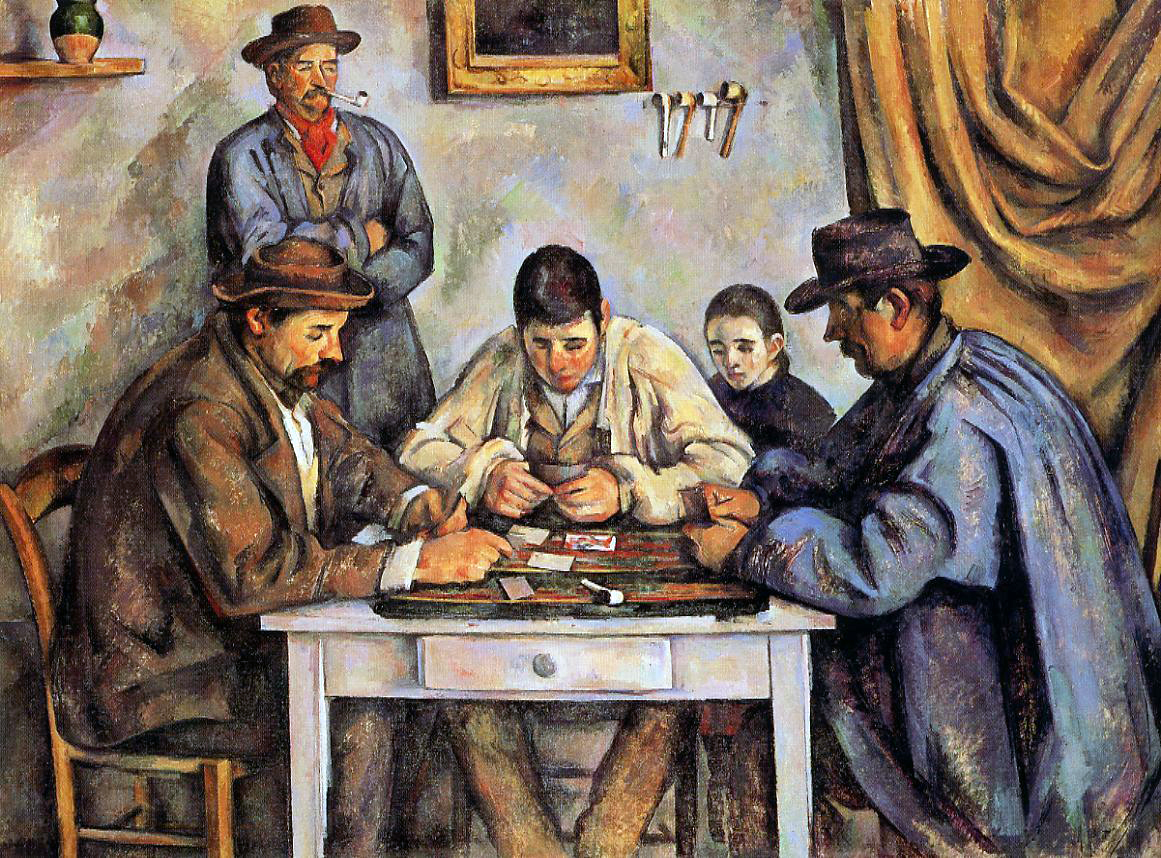
بول سيزان، لاعبو البطاقات (1890-1892)
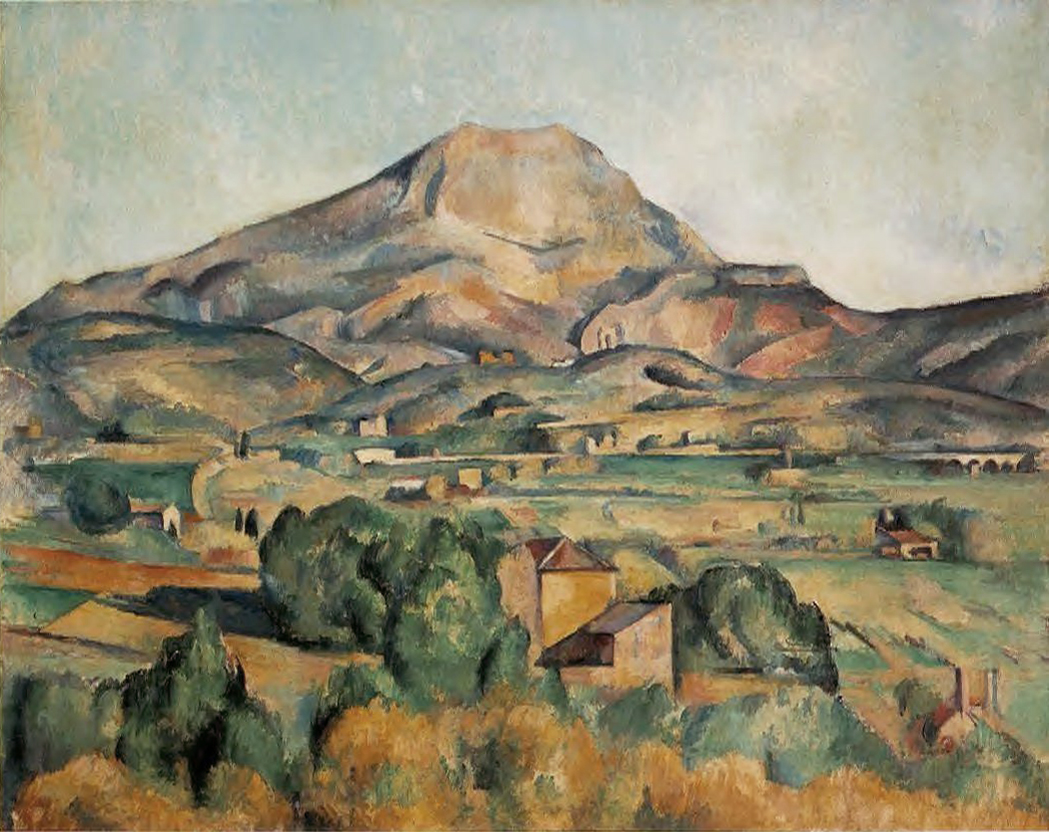
بول سيزان، مونت سانت فيكتوار يُرى من بلفيو (١٨٩٢-١٨٩٥)
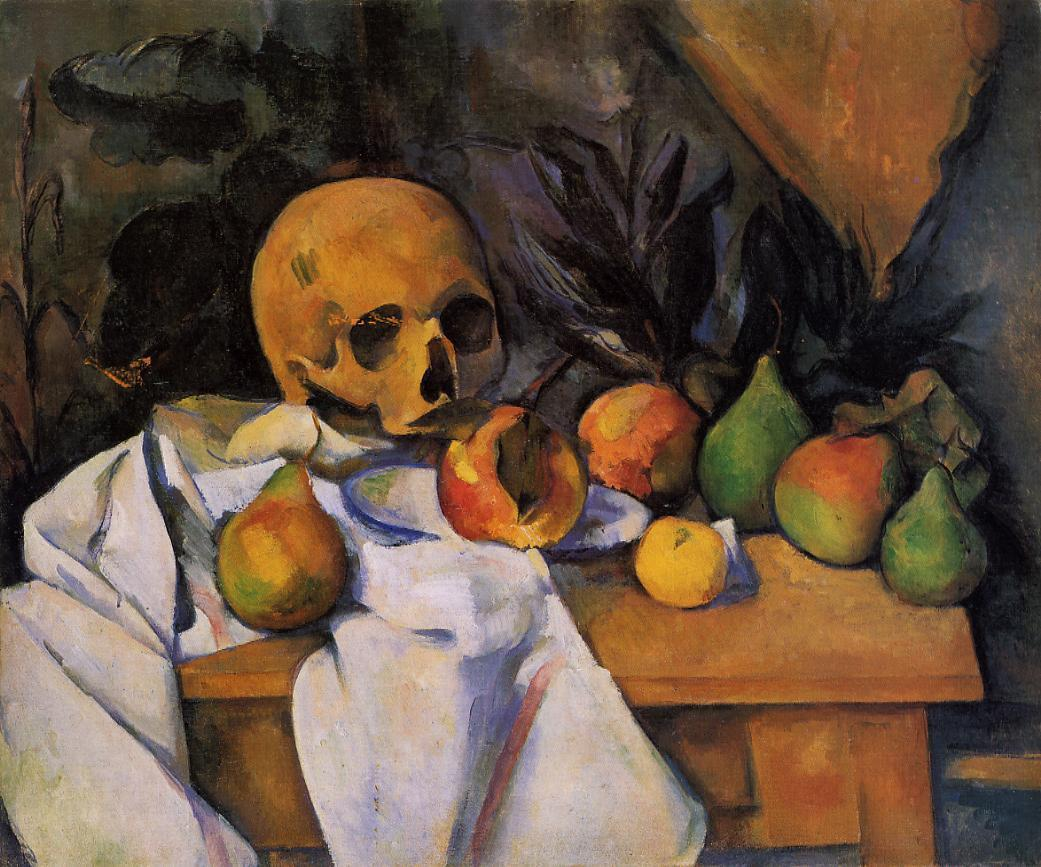
بول سيزان، Nature morte au crane (1896–1898)
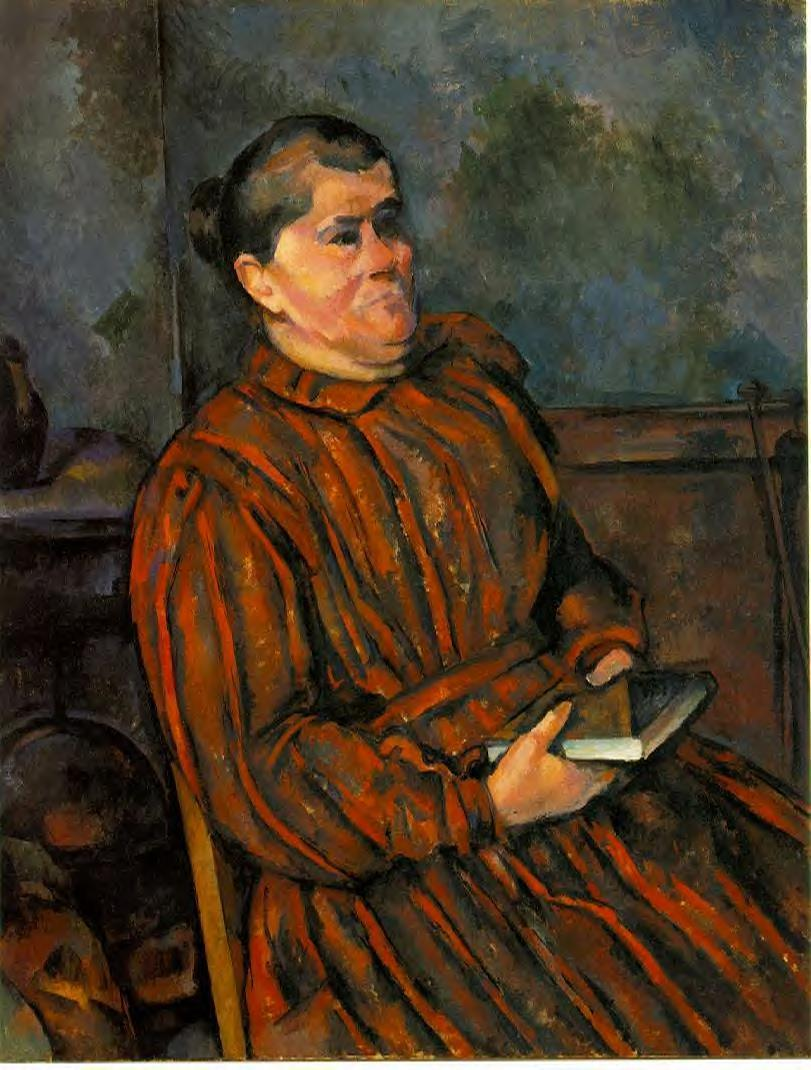
بول سيزان، صورة لامرأة (سي 1898)
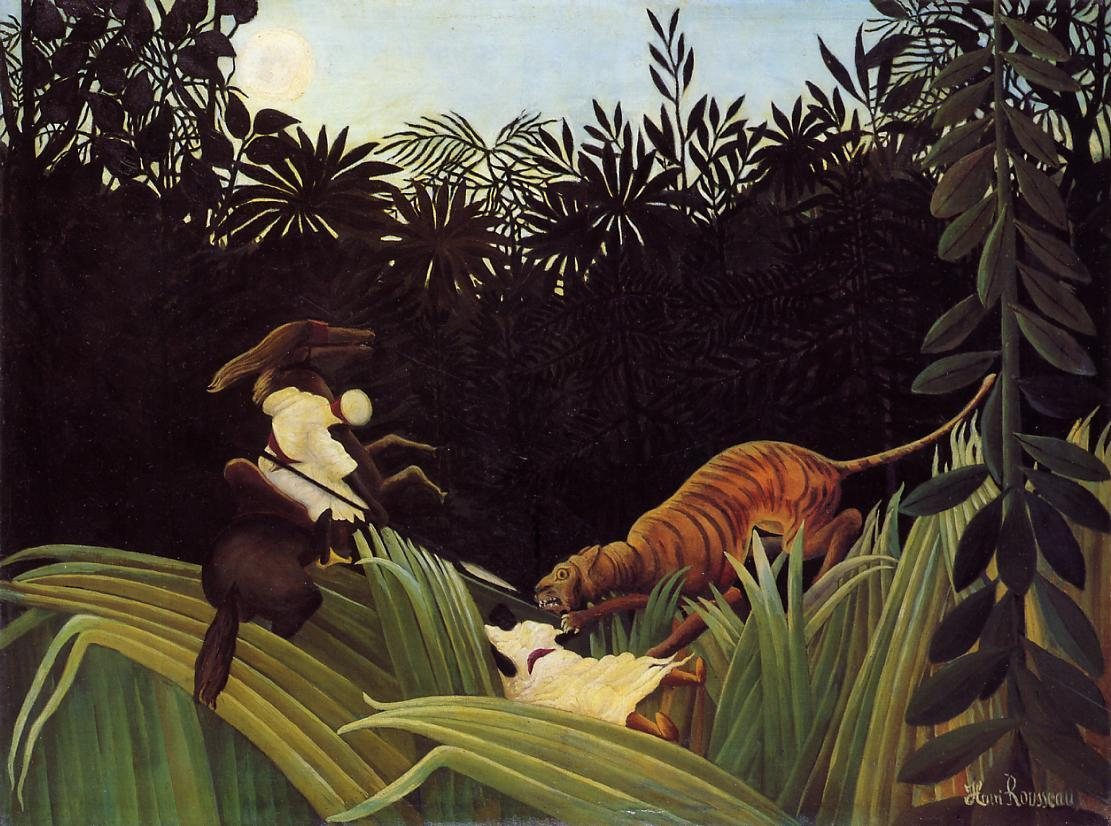
هنري روسو، هجوم الكشافة بواسطة نمر (1904)
بابلو بيكاسو، Acrobate et jeune Arlequin (Acrobat and Young Harlequin)  [لغات أخرى]‏ (1905)بابلو بيكاسو، Acrobate et jeune Arlequin (Acrobat and Young Harlequin)  [لغات أخرى]‏ (1905)
بابلو بيكاسو، 1906، رجل عاري جالسًا (1906)بابلو بيكاسو، 1906، رجل عاري جالسًا (1906)
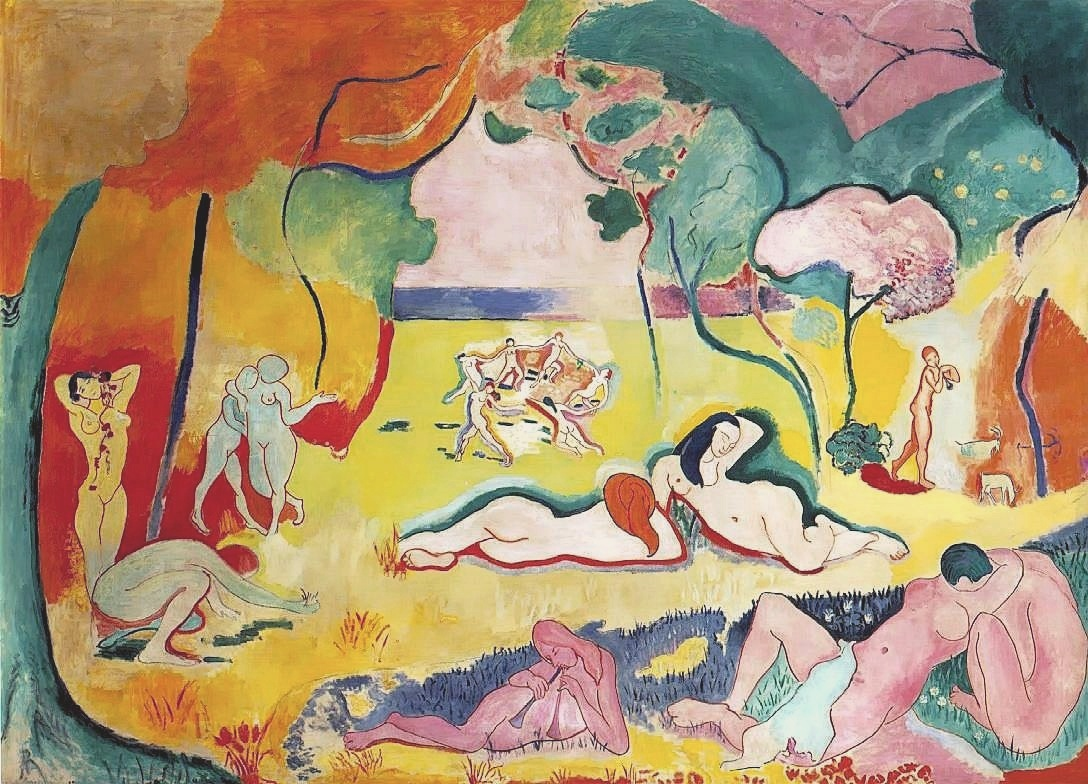
هنري ماتيس، Le bonheur de vivre (1906)
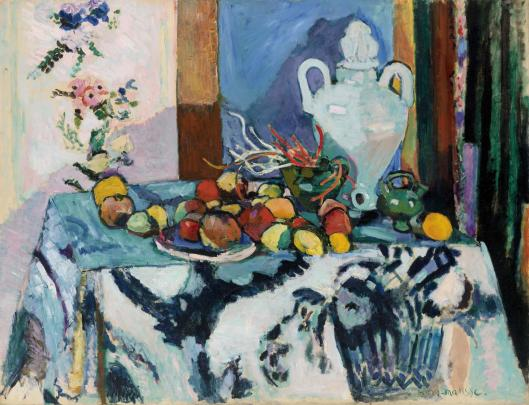
هنري ماتيس، Nature morte bleue (Blue Still Life) (1907)
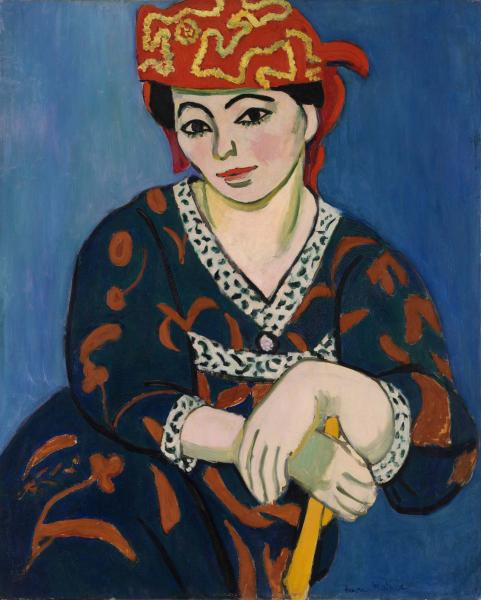
هنري ماتيس، مدراس روج  [لغات أخرى]‏ (1907)
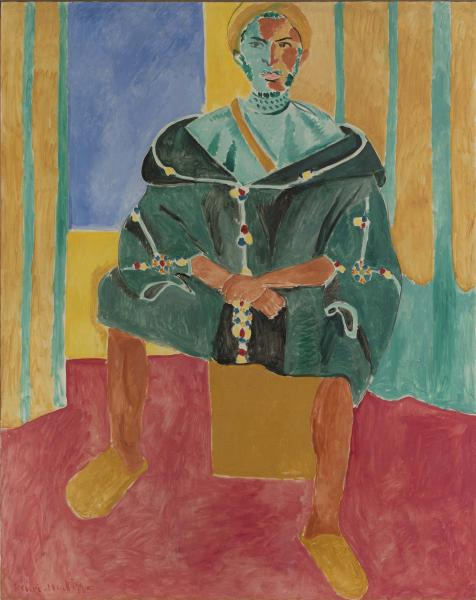
هنري ماتيس، Le Rifain assis (1912–13)
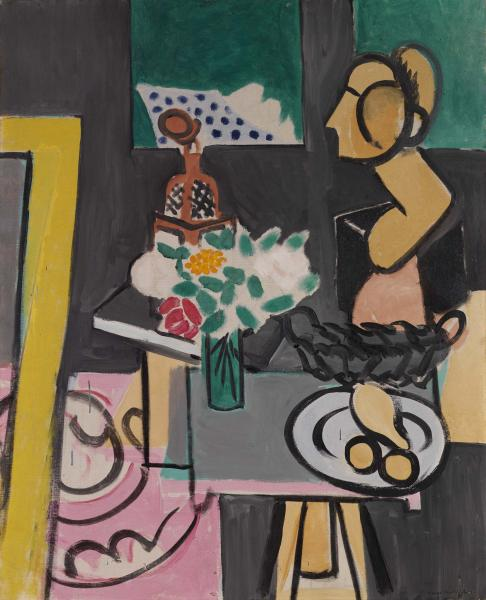
هنري ماتيس، لا تزال الحياة مع القرع (Nature morte aux coloquintes) (1916)
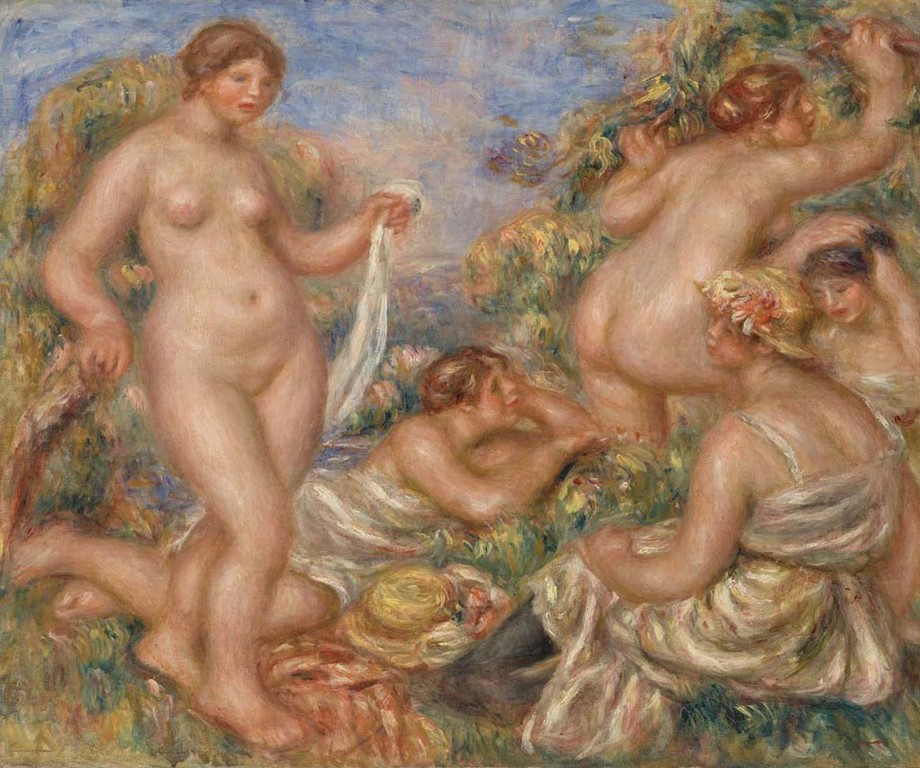
بيير أوغست رينوار، لي بينوز (1918)
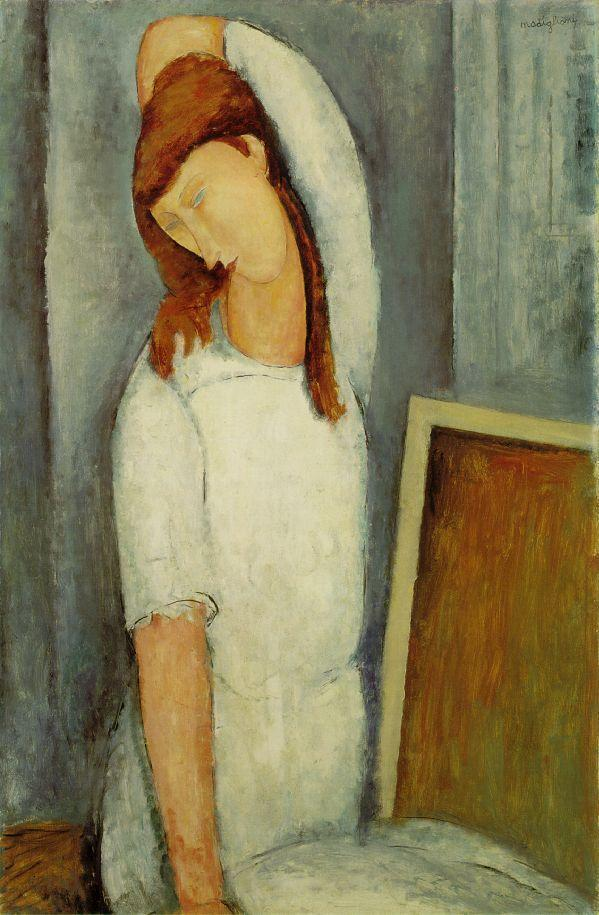
أميديو موديلياني، جين هيبوتيرن (1919)

## مشتل ميريون
حرم مؤسسة بارنز الأصلي في ميريون، بنسلفانيا، هو الآن مشتل مساحته 12 فدانًا مفتوحًا للجمهور للجولات. تتميز مجموعة النباتات بالنباتات المفضلة التي جمعتها السيدة. بارنز لأغراض التدريس، ويشمل كستناء الحصان، الفلينيّة، كليثرا، ماغنوليا، الرباطيّة، الزنابق، الورود، الفاوانيا، والنباتات الطبية، والسرخس. تتوفر مكتبة الأعشاب والبستنة لطلاب البستنة بالمؤسسة والعلماء الآخرين عن طريق التعيين. يتم تقديم دروس في مواضيع البستنة لعامة الناس.

## أفلام
- جلين هولستن: مجموعة بارنز (2012)
- جيف فولمسبي: الجامع (2010)
- دون أرغوت: فن السرقة (2009)
- آلان جوبير : المواطن بارنز: حلم أمريكي (1993)

## روابط خارجية
- الموقع الرسمي
- التقرير السنوي 2018
- أصدقاء مؤسسة بارنز
- ماتيتياهو ماركوس، «اعتبار خبير اقتصادي في تمويل هيئة ميناء نهر ديلاوير لمرفق مؤسسة فيلادلفيا بارنز»، أصدقاء مؤسسة بارنز